# Mark Dresser
Mark Dresser (* 26. září 1952 Los Angeles, Kalifornie, USA) je americký kontrabasista a hudební skladatel. Studoval s Bertram Turetzkym a Franco Petracchim. Na několika albech spolupracoval s Johnem Zornem a u jeho vydavatelství Tzadik Records vydával i svá sólová alba. V roce 2012 byl jedním z interpretů alba Marilyn Crispell, Mark Dresser, Gerry Hemingway Play Braxton (Marilyn Crispell, Mark Dresser, Gerry Hemingway).

## Diskografie
Sólová
- 1993 The Cabinet Of Dr. Caligari
- 1995 Invocation
- 1997 Banquet
- 1997 Eye'll Be Seeing You
- 1999 Sonomondo
- 2000 Marinade
- 2001 Reunion: Live At The Guelph Jazz Festival
- 2001 Duologues
- 2005 Time Changes (with Denman Maroney)

Anthony Braxton
- 1986 Five Compositions (Quartet) 1986
- 1991 Willisau (Quartet) 1991

Joe Lovano
- 2000 Flights of Fancy: Trio Fascination Edition Two

James Newton
- 1977 Binu

John Zorn
- 1988 Spy vs Spy: The Music of Ornette Coleman
- 1991 Filmworks I: 1986-1990
- 1993 Kristallnacht
- 1996 Bar Kokhba
- 2002 Cobra: John Zorn's Game Pieces Volume 2

Laurie Anderson
- 1989 Strange Angels

Dave Douglas
- 1993 Parallel Worlds
- 1996 Five
- 1997 Sanctuary

Yale Strom & Hot Pstromi
- Hot Pstromi: With A Little Horseradish on the Side
- Garden of Yidn)
- Klezmer: Cafe Jew Zoo
- Dveykes (Adhesion)